# Campanula damascena
Campanula damascena är en klockväxtart som beskrevs av Jacques-Julien Houtou de La Billardière. Campanula damascena ingår i släktet blåklockor, och familjen klockväxter. Inga underarter finns listade i Catalogue of Life.

## Bildgalleri

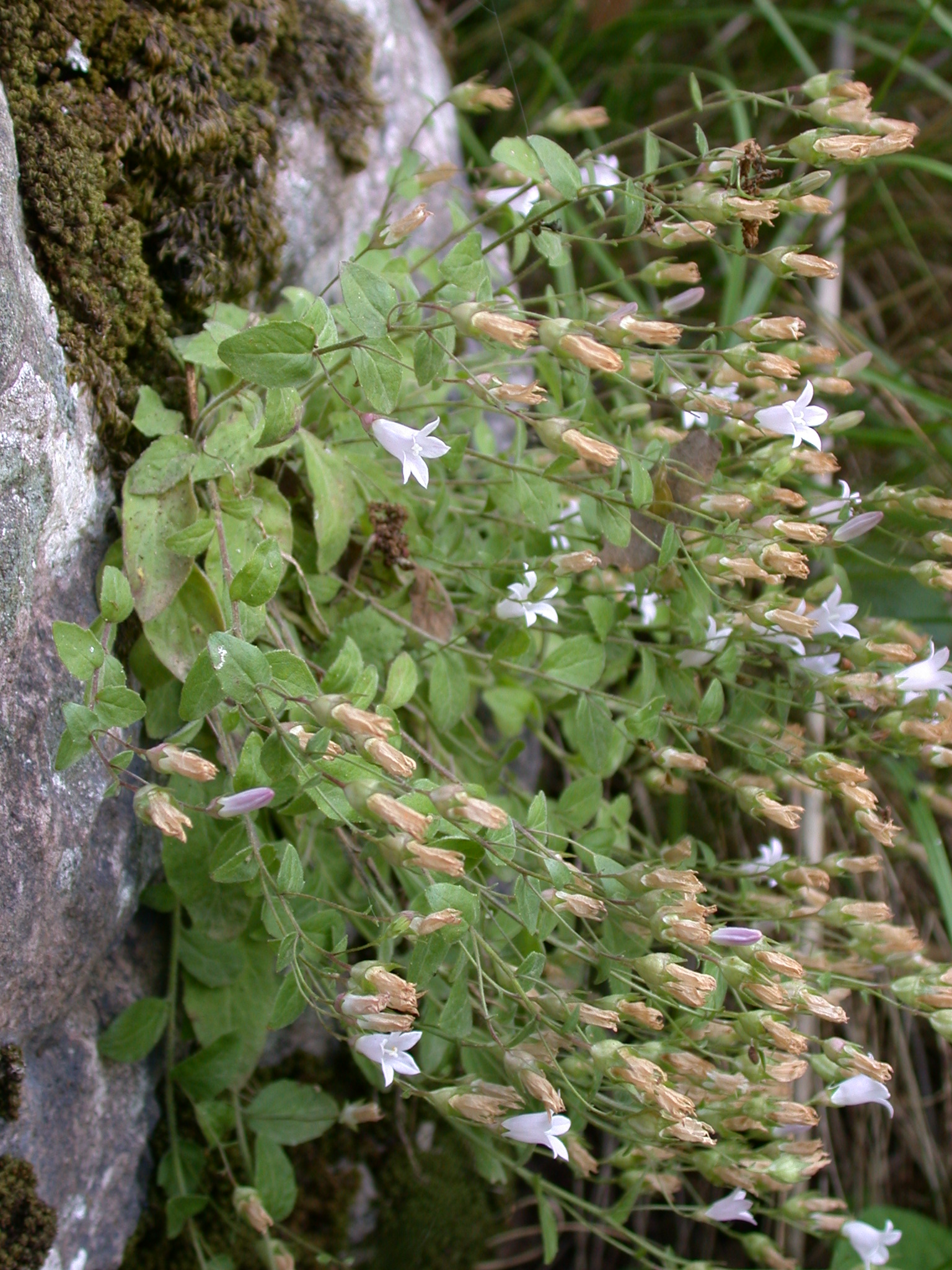